# Bombenanschlag in Nashville 2020

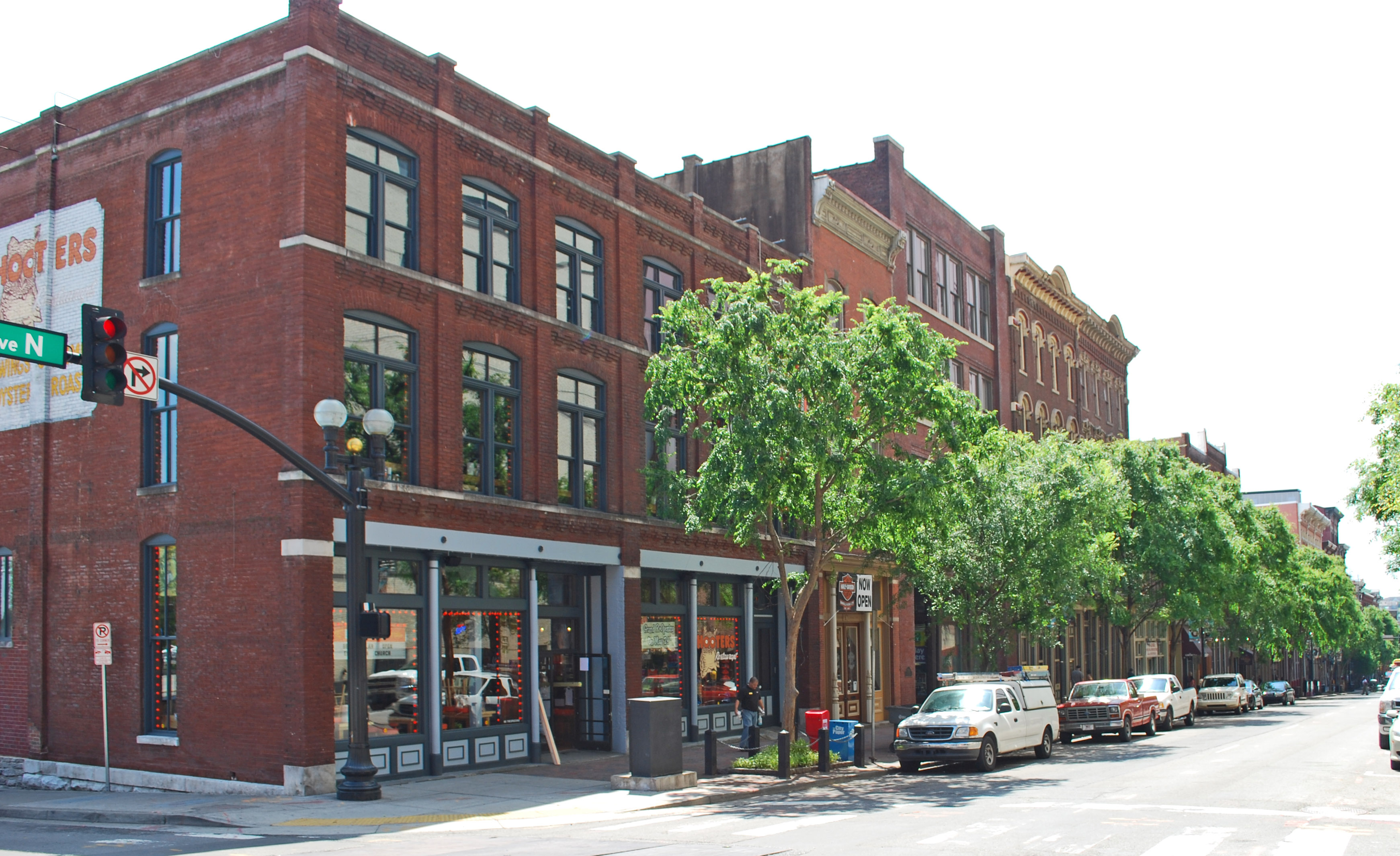
Second Avenue im Commercial District

Am 25. Dezember 2020 um 06.30 Uhr morgens Ortszeit detonierte in der Second Avenue im Commercial District von Nashville eine Bombe in einem Wohnmobil Chateau RV der Firma Thor Industries. Der Wohnmobilbesitzer, der 63-jährige Anthony Quinn Warner, wurde getötet und acht Personen wurden verletzt. Ein Gebäude gegenüber dem Ort des Bombenanschlags stürzte ein und es kam zu Sachschäden an 41 Gebäuden und mindestens drei Fahrzeuge brannten im Explosionsbereich. Beschädigt wurde auch das dortige Gebäude des Kommunikationsunternehmens AT&T, auch noch am übernächsten Tag gab es Ausfälle im Mobilfunknetz.

## Anschlagsablauf
Das Wohnmobil mit der Bombe wurde am 25. Dezember 2020 um 1:22 Uhr vor einem AT&T-Gebäude in der Second Avenue North in der Innenstadt von Nashville geparkt. Vier bis fünf Stunden nach dem Parken des Fahrzeuges wurden die Anwohner in der Nähe von mindestens drei Schüssen geweckt. Es folgte die Ansage einer computererzeugten Frauenstimme, die über einen Lautsprecher ansagte: „Alle Gebäude in diesem Bereich müssen Sie jetzt evakuieren. Wenn Sie diese Nachricht hören können, evakuieren Sie sofort.“ Die Ansage warnte, dass sich eine Bombe im Fahrzeug befinde, und spielte Ausschnitte aus dem 1964er-Song Downtown von Petula Clark. Vor der Explosion wurde ein 15-minütiger Countdown angesagt.
Auf Berichte über Schüsse, die gegen 5:30 Uhr abgefeuert wurden, kamen zwei Polizisten im Bereich des Wohnmobils an. Obwohl sie keine Schüsse hörten, entdeckten sie das geparkte Wohnmobil und hörten die Warnung. Sie und drei andere Polizisten evakuierten anschließend Häuser in der Gegend und forderten Verstärkung, einschließlich der Abteilung für Bombenentschärfung, während ein sechster Beamter auf der Straße blieb, um Fußgänger umzuleiten. Um 6:30 Uhr, als das Bombenkommando noch auf dem Weg in die Gegend war, explodierte das Fahrzeug.
Acht Menschen wurden mit Verletzungen in Krankenhäusern behandelt und später entlassen. Drei von ihnen erlitten unkritische Verletzungen, darunter zwei der Beamten, die Bewohner evakuiert hatten.

## Täter
Als Täter konnte das FBI den 63-jährigen Anthony Quinn Warner (17. Januar 1957 – 25. Dezember 2020) identifizieren, der bei der Explosion umkam. Es gibt keine Hinweise darauf, dass jemand anderes am Anschlag beteiligt war.
Warner wuchs in Nashvilles Stadtteil Antiochia auf und absolvierte Mitte der 1970er Jahre die Antioch High School. Er arbeitete in einer Reihe von IT-Berufen, zuletzt als unabhängiger Computertechniker, der bei einer Immobilienfirma unter Vertrag stand. Er hatte von 1993 bis 1998 eine Firma für Alarmanlagen.
Das FBI untersucht noch Warners Motiv. Er verbüßte 1978 zwei Jahre auf Bewährung wegen Marihuana-Besitzes, hatte aber keine anderen Verhaftungen oder Vorstrafen. Anfangs wurde behauptet, dass er den Behörden nicht weiter bekannt sei. Diese Behauptung musste später korrigiert werden. Etwa ein Jahr vor dem Anschlag hatte eine Bekannte des Täters die Polizei darüber informiert, dass er Bomben baue und in seinem Wohnmobil aufbewahre. Die Polizei sprach mit der Frau und ging zu Warners Haus. Diesen traf die Polizei nicht an und sah außer Überwachungskameras nicht auffälliges. Warner weigerte sich über seinen Anwalt, die Polizei auf sein Grundstück und in das Wohnmobil zu lassen. Da die Polizei, außer der Aussage der Frau, keine weiteren Verdachtsanhaltpunkte hatte, legte man den Fall zu den Akten. Die Meldung über die Aussage der Frau wurde auch an das FBI weitergegeben, jedoch dort auch nicht weiterverfolgt.
Ein ehemaliger Staatsanwalt für nationale Sicherheit und ein Stadtrat von Nashville sagten, die Bombenanschläge entsprächen der Definition des Inlandsterrorismus. Die FBI vermieden es, den Begriff in den Tagen nach dem Bombenangriff zu verwenden. Der zuständige Spezialagent sagte, sie hätten noch nicht festgestellt, ob Warner Gewalt angewendet habe, um politische oder soziale Überzeugungen zu fördern.